# Reserva natural Cerro Apante
La Reserva Natural Cerro Apante se ubica en el departamento de Matagalpa en Nicaragua. Fue declarada como reserva natural en 1991 por el Ministerio de Recursos Naturales y del Ambiente (MARENA). El cerro Apante es un macizo montañoso con un cuerpo de agua de origen volcánico que está situado al sureste de la ciudad. Es área protegida pues conserva bosques tropicales, algunos en estado virgen, como pinos, robles y terebintos, así como una variada fauna a una altitud de 1.445 m s. n. m.
Posee una rica flora y fauna con especies vegetales muy particulares entre las que destacan árboles como el liquidámbar (styrciflua), emblemático de esta región, el nogal, el roble y helechos arbóreos gigantescos conocidos como cola de mono y plantas medicinales como la cuculmeca, el bálsamo de Perú, la zarzaparrilla y la suelda con suelda. A la vez, es refugio de especies animales como guatusas, monos araña y venados.

## Toponimia
Apante se deriva del vocablo náhuatl "apantli" que significa "tierra de dos aguas" o acequia, más ampliamente es "lugar que mantiene humedad" en la temporada seca no lluviosa.

## Montaña de la Paz
A 1350 m s. n. m., se alza La Cruz de la Paz, de 33 metros de altura (en memoria a los años de vida terrenal de Jesucristo). Constituye el monumento católico más elevado en Nicaragua, construido en la cumbre del cerro Apante, como parte del proyecto Montaña de la Paz para que sea un sitio de peregrinación, donde los fieles cristianos podrán llegar a reflexionar, orar y realizar retiros espirituales.
La Santa Cruz y la imagen de María en su advocación de Nuestra Señora de Guadalupe son una obra de la Diócesis de Matagalpa con apoyo de los fieles católicos. Fue inaugurada y bendecida por los Obispos de Centroamérica, para ser un referente de peregrinación para la Paz en el Centro de las Américas.

## Geología, Precipitación y Temperatura
Apante es parte de un macizo montañoso de relieve accidentado que pertenece a una vieja meseta volcánica fracturada y geológicamente es una de las regiones más antiguas del país. Las partes más altas están formadas por tobas correspondientes al período Coyol Inferior y varían de 900 m hasta la cumbre del cerro de Buena Vista a 1.442 m . La precipitación promedio varía de los 1.350 mm, al pie de la ciudad de Matagalpa, hasta los 1.600 mm, en las partes altas de la reserva. Llueve entre 6 a 7 meses al año, de mayo a noviembre. A partir de los 1.300 m s. n. m. la neblina cubre el bosque periódicamente. En las partes bajas a 900 m, la temperatura promedio es de 21 °C, en cambio en las altas a 1400 m s. n. m., es de unos 16 °C. Hay pequeñas diferencias de temperatura del orden de los 20 °C entre los meses más calurosos y los meses más fríos. Entre abril y mayo ocurre la canícula o temperaturas más altas que coincide con el final del período seco y el inicio del período lluvioso.

## Cuencas Hidrográficas
Apante es parte de la cuenca del río Grande de Matagalpa que descarga en el Atlántico. A continuación se describe el sistema de aguas superficiales de la reserva: 
En el lado norte el arroyo de la Granja, que es uno de los 4 afluentes principales del río San Francisco. Este último se junta con el Molino Norte para formar el río Grande de Matagalpa. La cuenca del río San Francisco tiene un caudal mensual promedio de 7.254 m³ (min 3.722 y máx 14.970) y la cuenca de Molino Norte tiene un caudal mensual promedio de 9.988 m³ (min 5.774 y máx. 14.306). 
En la parte oeste nacen los ríos de Yaguaré y Providencia que desaguan directamente en el río Grande de Matagalpa. Estos ríos abastecen de agua a 8 barrios y son las fuentes más importantes de agua potable.
En el lado este nacen varios riachuelos, entre ellos el Desparramado, Mango, Zapote y Samulalí que abastecen de agua potable a las comunidades rurales de Guadalupe y Samulalí de Abajo. 
La calidad de las aguas de los ríos es muy deteriorada, principalmente por la actividad cafetalera que se desarrolla en sus cuencas y con el vertido de aguamieles en el período de cosecha.

## Fauna y Flora
La fauna de las laderas se compone de diversos mamíferos como monos aulladores, que son los más representativos y visibles del lugar. También se pueden observar venados, coyotes, zarigüeyas, guardatinajas, chocoyos, zopilotes (buitres). Dentro del agua se contemplan guapotes y mojarras, algunos autócnos en el lugar. Se han introducido tilapias que amenazan la existencia de las especies naturales. Batracios y reptiles aprovechan el agua y conllevan una vida dentro y fuera de ella. Existen cangrejos, camarones, y otros artrópodos acuáticos.
Apante es zona protegida con escasa investigación sobre la riqueza de flora y fauna existente. Sin embargo, una investigación hecha por Marena y Protierra en marzo del 2000, recaudó la siguiente información:
1. 75 especies de plantas, incluida una mezcla de árboles, arbustos, plantas epífitas y plantas trepadoras.
2. 10 especies de mamíferos, incluidas algunas especies amenazadas como el mono araña (Ateles geoffroyi), mono congo (Aloutta palliata), tigrillo (Felis pardalis), guardatinaja (Agouti paca), guatusa (Dasyprocta punctata), pizote (Nasua narica), venado cabro (Mazama americana) y sahíno (Tayassu tajacu). Se reporta también presencia de la taltuza o topo (Orthogeomys matagalpae) y del mono cara blanca (Cebus capucinus), con lo que sube a 12 la lista de mamíferos
3. 10 especies de aves, algunas amenazadas como el pavón (Crax rubra) y chachalaca (Penelopina nigra). No hay quetzales en el área.
4. 8 especies de orquídeas pero existen más.
5. Presencia de varias especies vegetales muy particulares, se destacan los árboles de liquidámbar (Liquidambar styraciflua) y nogal (Juglans olanchana), valiosas especies que vienen desde Norteamérica y que tienen su límite meridional de distribución en Nicaragua. Hay varias especies de robles (Quercus sp) y pino (Pinus oocarpa). Se ven helechos arbóreos gigantes conocido como cola de mono (Alsophila firma)
6. Apante es zona representativa de los ecosistemas de nebliselva, actualmente degradados y reducidos a pequeñas áreas. Apante es punto de transición entre la nebliselva y las zonas más secas y de menor altura de la región norcentral de Nicaragua. Así mismo, es representativa de ecosistemas de robles y refugio de especies amenazadas o en vías de extinción, algunas de ellas incluidas en la lista de CITES, entre las que destacan la taltuza matagalpina, mono araña, entre otras. A la vez, Apante es fuente y banco de genes de poblaciones silvestres de especies vegetales de gran valor medicinal como la cuculmeca, sangredrago, bálsamo de Perú, hombre grande, zarzaparrilla, suelda con suelda. También plantas de gran valor ornamental como el paste o barba de viejo, helechos y pacayas. En Apante y junto al cerro Peñas Blancas existe un rodal de árboles de liquidámbar, con algunos ejemplares con más de 50 pulgadas de diámetro y 40 m de altura convirtiéndolo en un rodal semillero de alto valor genético para la conservación de los valiosos liquidámbares tropicales.

## Población
Existe una población incipiente limitada por lo accidentado del terreno. A este núcleo poblacional se le conoce como el Valle del Cerro. Las actividades económicas locales son la ganadería, agricultura y la recreación.

## Recreación
Tanto en el agua como en las laderas se practican diversos deportes como la escalada entre otras actividades.